# دانييلي ديلي كاري
دانييلي ديلي كاري (بالإيطالية: Daniele Delli Carri)‏ هو لاعب كرة قدم إيطالي في مركز الدفاع، ولد في 18 سبتمبر 1971 في فودجا في إيطاليا. شارك مع منتخب إيطاليا تحت 21 سنة لكرة القدم ومنتخب إيطاليا تحت 23 سنة لكرة القدم. أما مع النوادي، فقد لعب مع فيورنتينا ونادي بياتشينزا ونادي بيسكارا ونادي تورينو ونادي جنوى ونادي سيينا ونادي فوجيا ونادي لوكيزي.

## وصلات خارجية
- دانييلي ديلي كاري على موقع قاعدة بيانات كرة القدم.إي يو (الإنجليزية)
- دانييلي ديلي كاري على موقع عالم كرة القدم.نت (الإنجليزية)